# سفارت استرالیا در جاکارتا
سفارت استرالیا در جاکارتا (به لاتین: Embassy of Australia) یک منطقهٔ مسکونی و نمایندگی سیاسی این کشور در اندونزی است که در جاکارتا واقع شده‌است.